# Amundáwa
Amundáwa (Amondawa, Amundava), pleme američkih Indijanaca porodice Tupian naseljeno u Rondôniji, kulturno i jezično srodni plemenu Uru-Eu-Wau-Wau (Jupaú), s kojima ih se klasificira u grupu poznatu kao Kawahib. 
Amundáwa su sjedilački lovci, ribari i ratari, stanovnici tropske kišne šume. Postoji organizacija kod jednih i kod drugih, kao i kod Kawahiba, podjele na dualne polovice imenovane po dvjema vrstama ptica (u port. jeziku Mutum i Arara) kojima su regulirani bračni običaji. Ove polovice su egzogamne, prakticira se ženidba među ukrštenim rođacima. I Jupaú i Amundáwa su poligamni, muškarac će oženiti sve 'majčine braće' kćeri. Postoje i mnogi tabui hrane, kao što je nejedenje vruće hrane, da novorođenčetu ne bi ispala kosa ili konzumiranje majmunskog mesa, koje bi imalo za posljedicu da bi dijete plakalo i ne bi htjelo spavati, etc.
2003 godine na području Rondônije preostalo je još svega 83 Amundáwa i 87 Uru-Eu-Wau-Wau Indijanaca

## Vanjske poveznice
- Uru-Eu-Wau-Wau e Amondawa  Arhivirana inačica izvorne stranice od 29. prosinca 2006. (Wayback Machine)
- Time In The Amondawa Language And Culture[neaktivna poveznica]